# Glotternskogen
Glotternskogen este o arie protejată (arie specială de conservare — SAC, sit de importanță comunitară — SCI, arie de protecție specială avifaunistică — SPA) din Suedia întinsă pe o suprafață de 200,8 ha, integral pe uscat.

## Localizare
Centrul sitului Glotternskogen este situat la coordonatele 58°42′48″N 16°11′34″E / 58.7132°N 16.1928°E.

## Înființare
Situl Glotternskogen a fost declarat sit de importanță comunitară în decembrie 1995 pentru a proteja 1 specie de plante și 10 specii de animale. Alte tipuri de protecție:
- arie de protecție specială avifaunistică (în martie 1996)[2]
- arie specială de conservare (în martie 2011)[1][3][4]

## Biodiversitate
Situată în ecoregiunea boreală, aria protejată conține 2 habitate naturale: Taiga vestică, Ape stătătoare oligotrofe până la mezotrofe, cu vegetație de Littorelletea uniflorae și/sau de Isoëto-Nanojuncetea.
La baza desemnării sitului se află mai multe specii protejate:
- plante (1): Buxbaumia viridis
- păsări (10): minunița (Aegolius funereus), caprimulg (Caprimulgus europaeus), ciocănitoare neagră (Dryocopus martius), cufundar polar (Gavia arctica), ciocârlie de pădure (Lullula arborea), vultur pescar (Pandion haliaetus), viespar (Pernis apivorus), chiră de baltă (Sterna hirundo), cocoșul de mesteacăn (Tetrao tetrix tetrix),  cocoș de munte (Tetrao urogallus)